# Musculus sartorius
De musculus sartorius of kleermakersspier is de langste spier van het menselijk lichaam.  Hij dankt zijn naam aan het feit dat hij in kleermakerszit maximaal is samengetrokken.
Het is een lange slanke spier aan de voorzijde van het dijbeen. Omdat deze spier twee gewrichten passeert (het heupgewricht en het kniegewricht) wordt hij een bi-articulaire spier genoemd. De functie is de flexie bij knie, flexie en exorotatie van de heup.

## Ligging
Als men staat, dan loopt deze spier in een ruime S-bocht. De bovenste pees van deze spier zit bovenaan het bekken vastgehecht, aan de spina iliaca anterior superior (SIAS). Vandaar loopt de spier, over de andere beenspieren heen, langs de voorkant van het been naar de mediale kant van de knie. Daar loopt de spier vlak achter de botknobbel van het dijbeen (epicondylus medialis femoris) langs naar zijn onderste aanhechting: hoog aan de mediale kant van het scheenbeen. De pees die de spier aan het scheenbeen vasthecht behoort tot de pes anserinus.